# Rhizophysa eysenhardti
Rhizophysa eysenhardti är en nässeldjursart som beskrevs av Gegenbaur 1859. Rhizophysa eysenhardti ingår i släktet Rhizophysa och familjen Rhizophysidae. Inga underarter finns listade i Catalogue of Life.